# Taïbet (distrito)
Taïbet é um distrito localizado na província de Ouargla, Argélia, e cuja capital é a cidade de mesmo nome. A população total do distrito era de 44 683 habitantes, em 2008.

## Comunas
O distrito está dividido em três comunas:
- Taïbet
- Benaceur
- M'Naguer